# Cantos na Maré

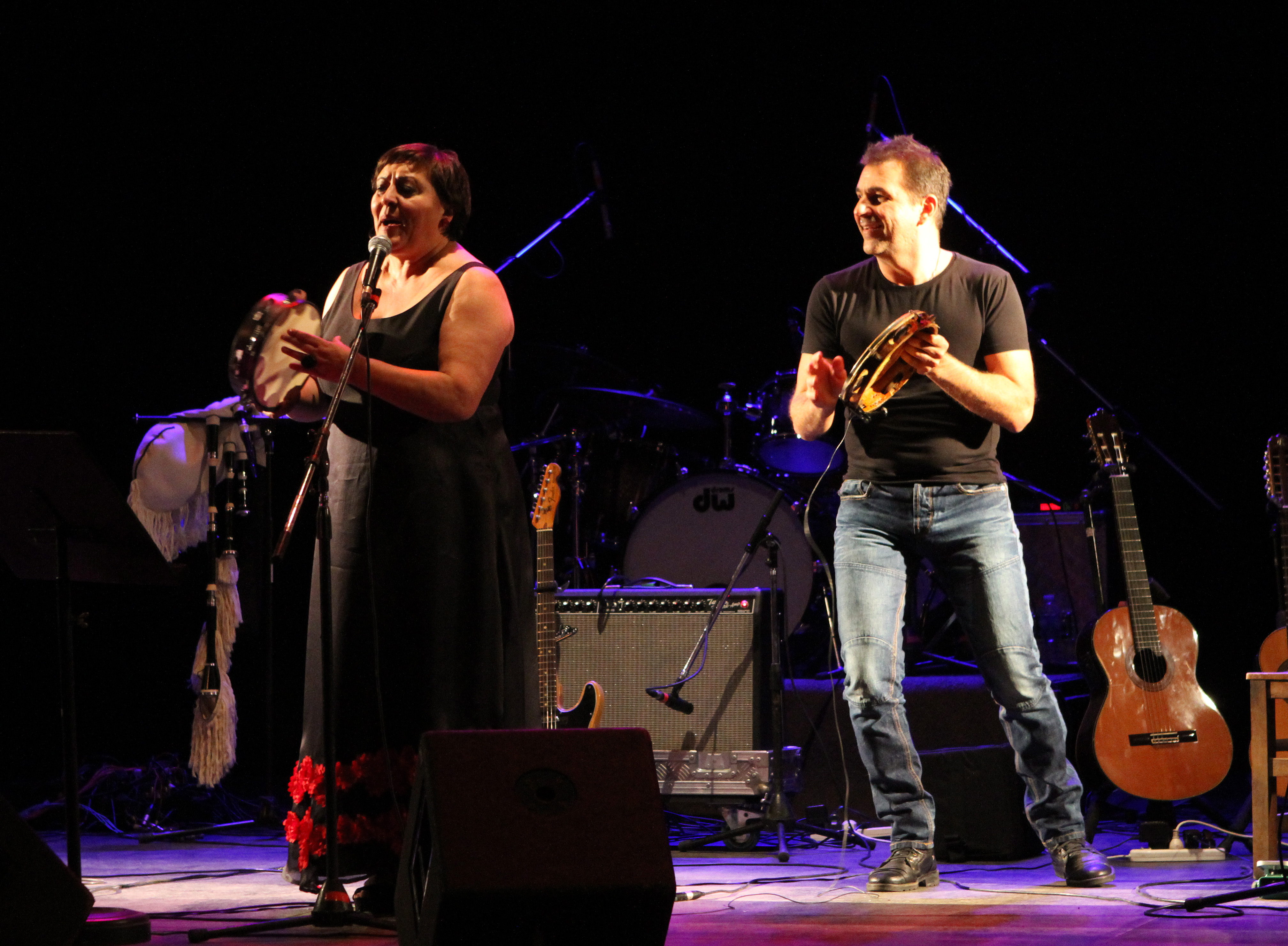
Uxía, cantora e co-directora do festival

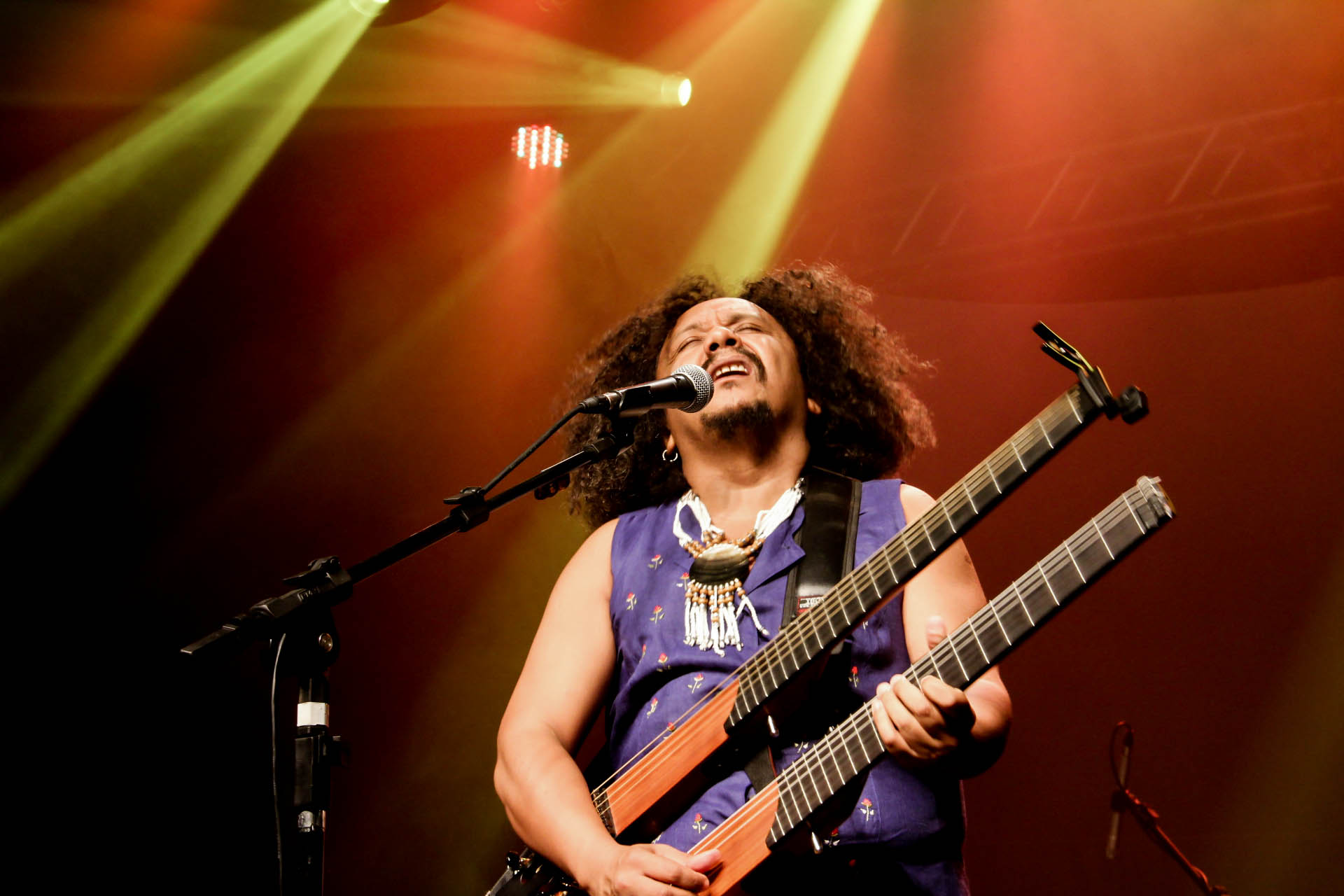
Chico César, participante em 2013

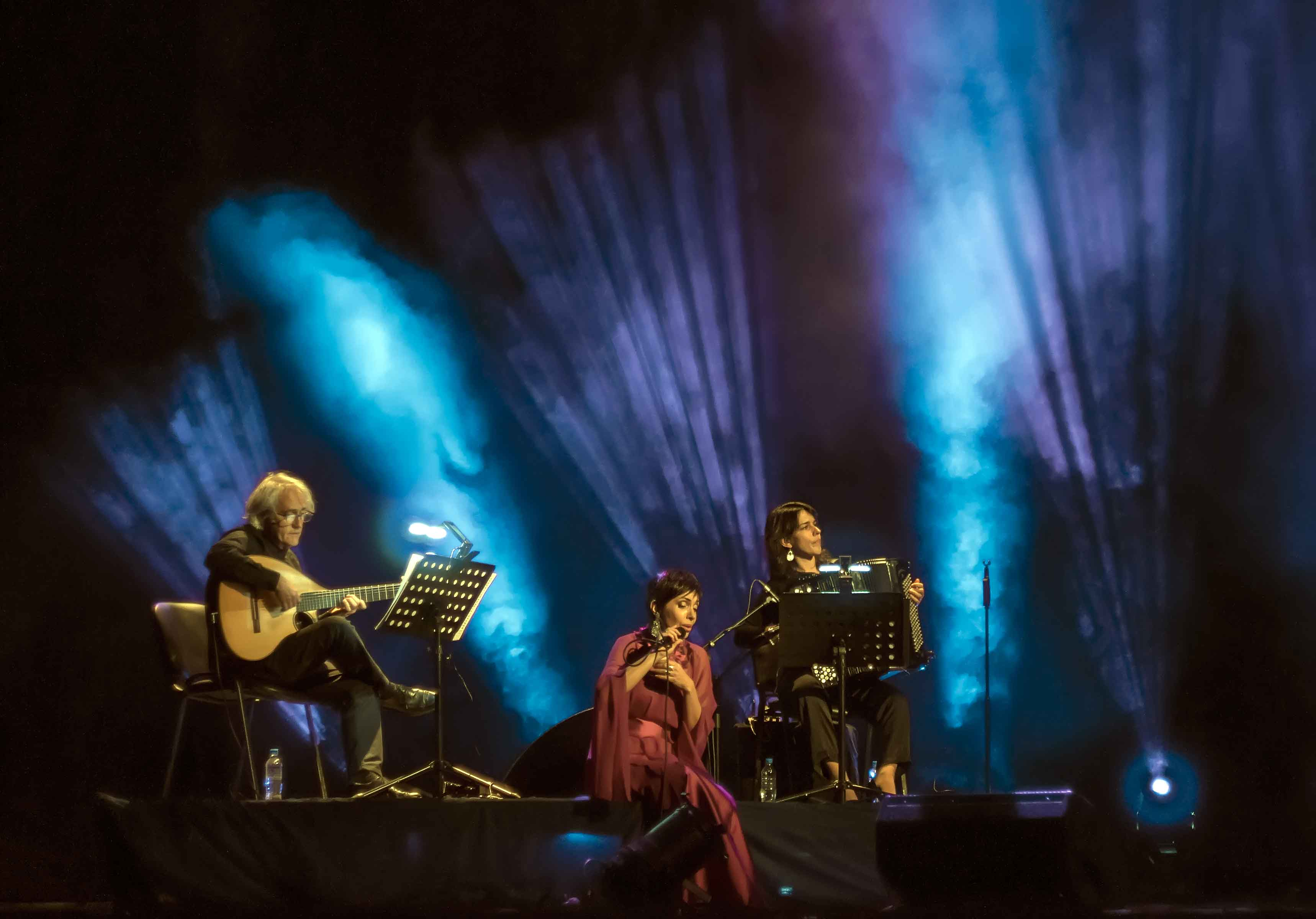
Teresa Salgueiro, participante em 2018

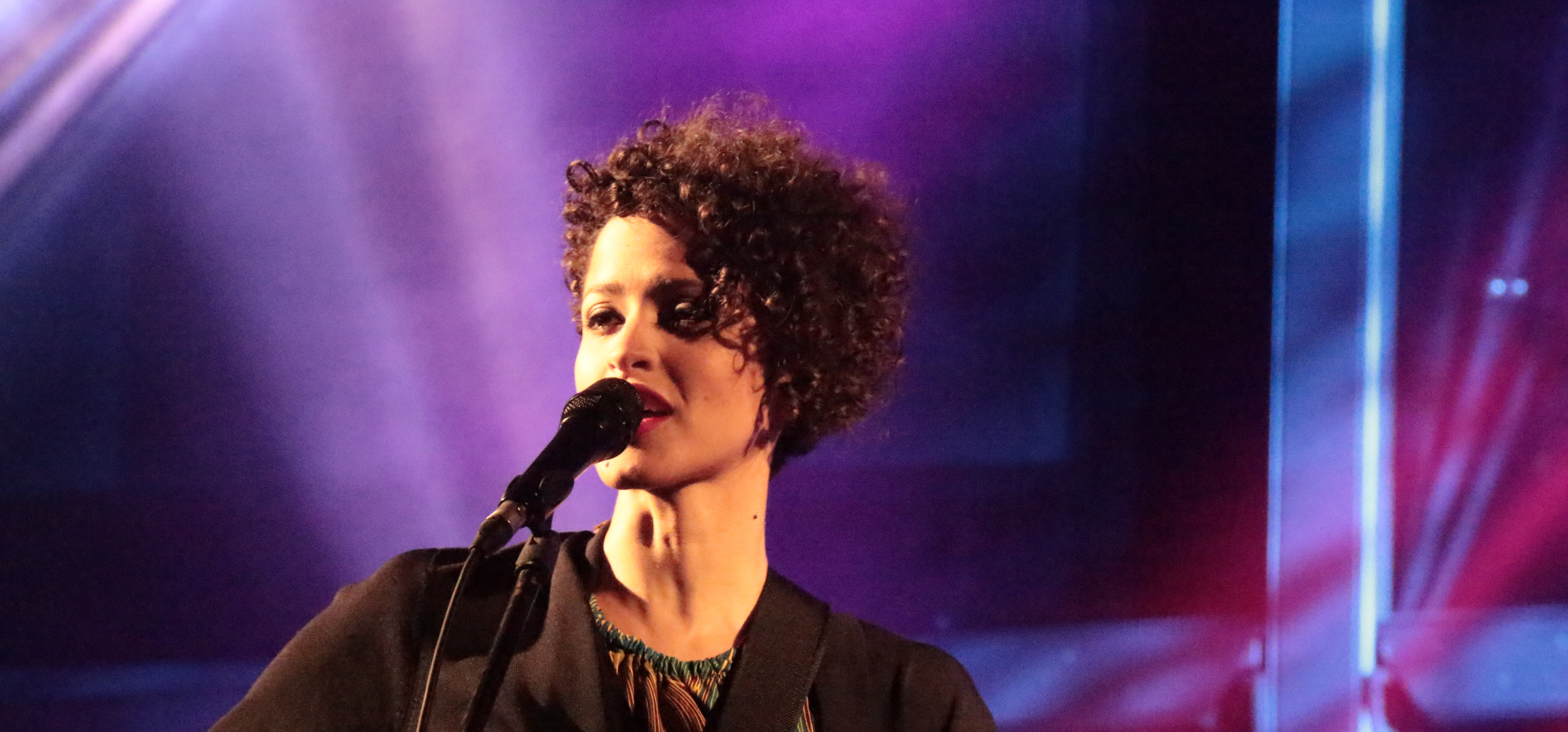
Aline Frazão, participante em 2010

Cantos na Maré, festival internacional lusófono, dirigido por Uxía Senlle e Paulo Borges, realiza-se anualmente na Galiza desde o ano 2003. Artistas participantes, primeiro musicais e depois também de outras disciplinas, são provenientes da Galiza, Portugal, Brasil, Cabo Verde, Moçambique, Angola, Guiné-Bissau. Também participaron artistas ligados á cultura lusófona provenientes de Leão (o berciano Amancio Prada), Aragão (o cantor Santiago Auserón) e País Basco (o acordeonista Kepa Junquera).
Em Pontevedra foi celebrado no Pazo da Cultura e na Praza da Ferreiría. A partir de 2018 mudou de formato e passou de uma única gala para um conjunto de eventos (concertos, filmes, workshops, contadores de histórias, entre outros) desenvolvidos ao longo de vários dias.
Desde 2019 celebra-se em Santiago de Compostela 

## Edições com a produção de Nordesía
- 2013: Rui Veloso (Portugal), Chico César (Brasil), Cheny Wa Gune (Moçambique) e Sés (Galiza).
- 2014: Amancio Prada (Leão), Budiño (Galiza), Vitor Ramil (Brasil), Gabriela Méndes (Cabo Verde) e Luiz Caracol (Portugal).[2]
- 2016: Jorge Palma (Portugal), Thaïs Morell (Brasil), Karyna Gomes (Guiné-Bissau), Alceu Valença (Brasil) e Uxía & Narf (Galiza).
- 2017: Guadi Galego (ex-Berrogüetto,Galiza), Manecas Costa (Guiné-Bissau), Paulo Flores (Angola), Celina da Piedade (Portugal), Kátya Teixeira (Brasil) e Santiago Auserón (Aragão).
- 2018 - Principais atuações: Teresa Salgueiro (ex-Madredeus, Portugal), Voodoo (Galiza), Orquestra Cesária Évora (Cabo Verde), Capicua (Portugal), Os meninos (Galiza), Selma Uamusse (Moçambique), Chico César (Brasil), Mercedes Peón (Galiza), Throes + The Shine (Portugal e Angola), Kepa Junquera (País Basco), Tanxugueiras (Galiza), Celina da Piedade (Portugal) e Ath-Thurdâ (País Basco-Alentejo).